# نادی‌مانیوک
نادْیْ‌‌مانیوک (به مجاری:  Nagymányok) یک منطقهٔ مسکونی در مجارستان است که در ناحیه بونیهاد واقع شده‌است. نادی‌مانیوک ۱۰٫۶۸ کیلومتر مربع مساحت و ۲٬۵۱۲ نفر جمعیت دارد.